# Frankfurt-Innenstadt
Die Innenstadt oder Neustadt ist der zentrale Stadtteil von Frankfurt am Main. Sie erstreckt sich im Norden und Osten rund um den Stadtteil Altstadt. Weitere benachbarte Stadtteile sind im Westen das Bahnhofsviertel, im Nordwesten das Westend, im Norden das Nordend und im Osten das Ostend. Im Süden ist der Stadtteil durch den Main begrenzt, auf dem gegenüberliegenden Flussufer befindet sich der Stadtbezirk Sachsenhausen. Die Einwohnerzahl beträgt 6.897.
Innenstadt und Altstadt bilden das innerhalb der Frankfurter Wallanlagen liegende rechtsmainische Stadtgebiet und sind dadurch auf dem Stadtplan deutlich zu erkennen.
Einen Kontrast zu den Parkanlagen bieten die Wolkenkratzer des Bankenviertels. In der Innenstadt befindet sich auch die Zeil, eine der größten deutschen Einkaufsstraßen, Boulevards wie die Kaiserstraße und die Große Bockenheimer Straße („Freßgass“), die Straßenschlucht Neue Mainzer Straße sowie zentrale Plätze wie die Hauptwache, die Konstablerwache oder der Roßmarkt. Zu den vielen bekannten Bauwerken des Stadtteils gehören die Alte Oper, die Hauptwache, der Eschenheimer Turm, die Börse, der Justizpalast, das Hotel Frankfurter Hof, große Kaufhäuser wie die Zeilgalerie und Hochhäuser wie der Commerzbank Tower oder der Main Tower.

## Quartiere und Viertel, Straßen und Plätze
Die Innenstadt unterteilt sich, von Westen nach Osten, in folgende Viertel:

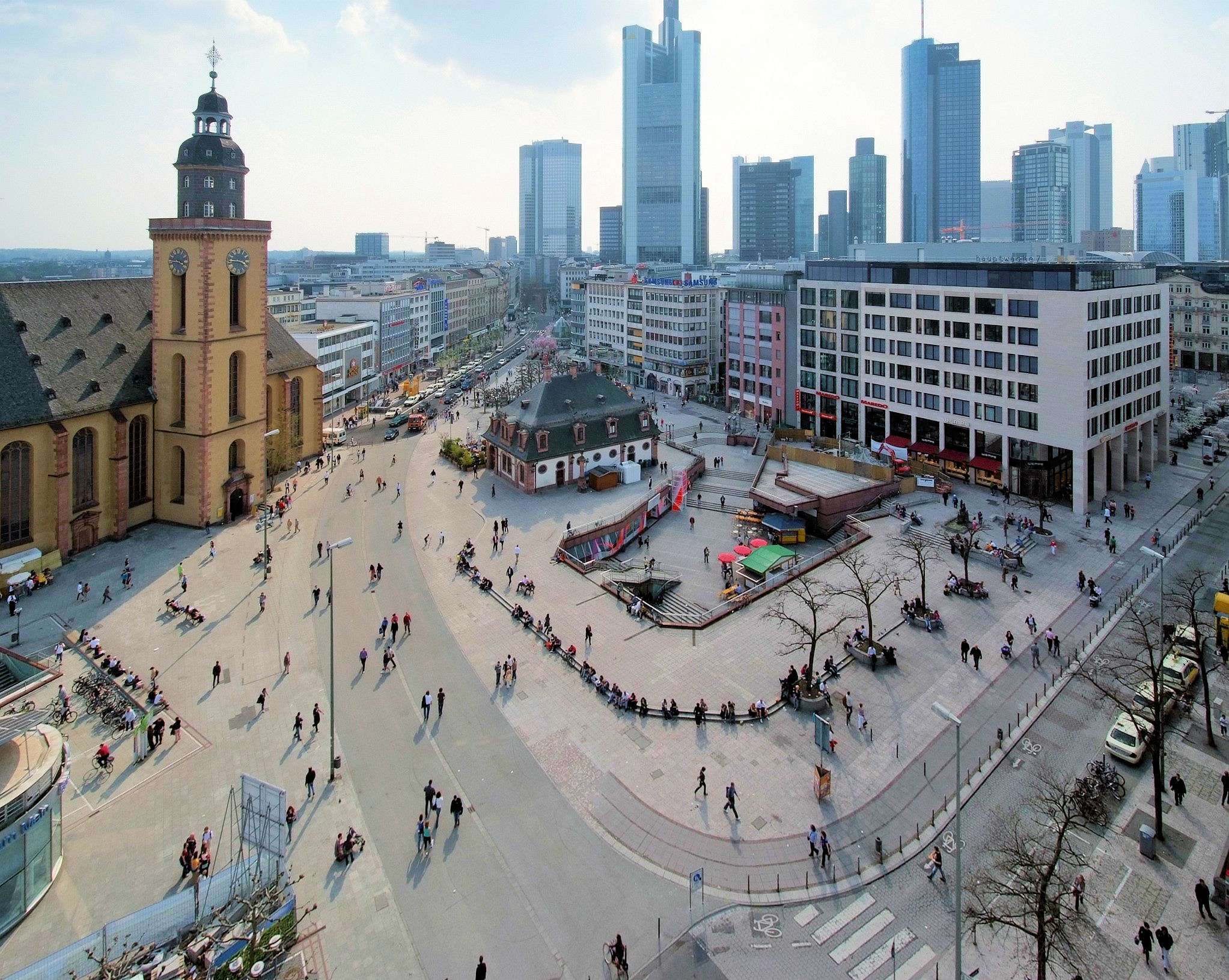
Innenstadtpanorama von der Zeilgalerie aus

### Bankenviertel
Das Bankenviertel liegt beiderseits der Taunusanlage und verteilt sich damit auf die Stadtteile Innenstadt, Bahnhofsviertel und Westend. Die meisten Kreditinstitute im östlichen Bankenviertel liegen in der Neuen Mainzer Straße, der Großen Gallusstraße, der Junghofstraße und den umliegenden Straßen. Alle genannten Straßen sind Standorte von Hochhäusern, deren höchstes der (mit Antenne) 300 Meter hohe Commerzbank Tower ist. Vor allem die „Hochhausschlucht“ der Neuen Mainzer Straße bietet ein beeindruckendes Bild.
Der südliche Teil des Viertels zeigt eine größere Nutzungsvielfalt, vor allem entlang der Kaiserstraße und am Kaiserplatz. Hier befindet sich der Frankfurter Hof, eines der bekanntesten Hotels der Stadt. Im Großen Hirschgraben, der Grenze zur Altstadt, liegt einer der kulturellen Höhepunkte der Stadt, das Goethe-Haus.

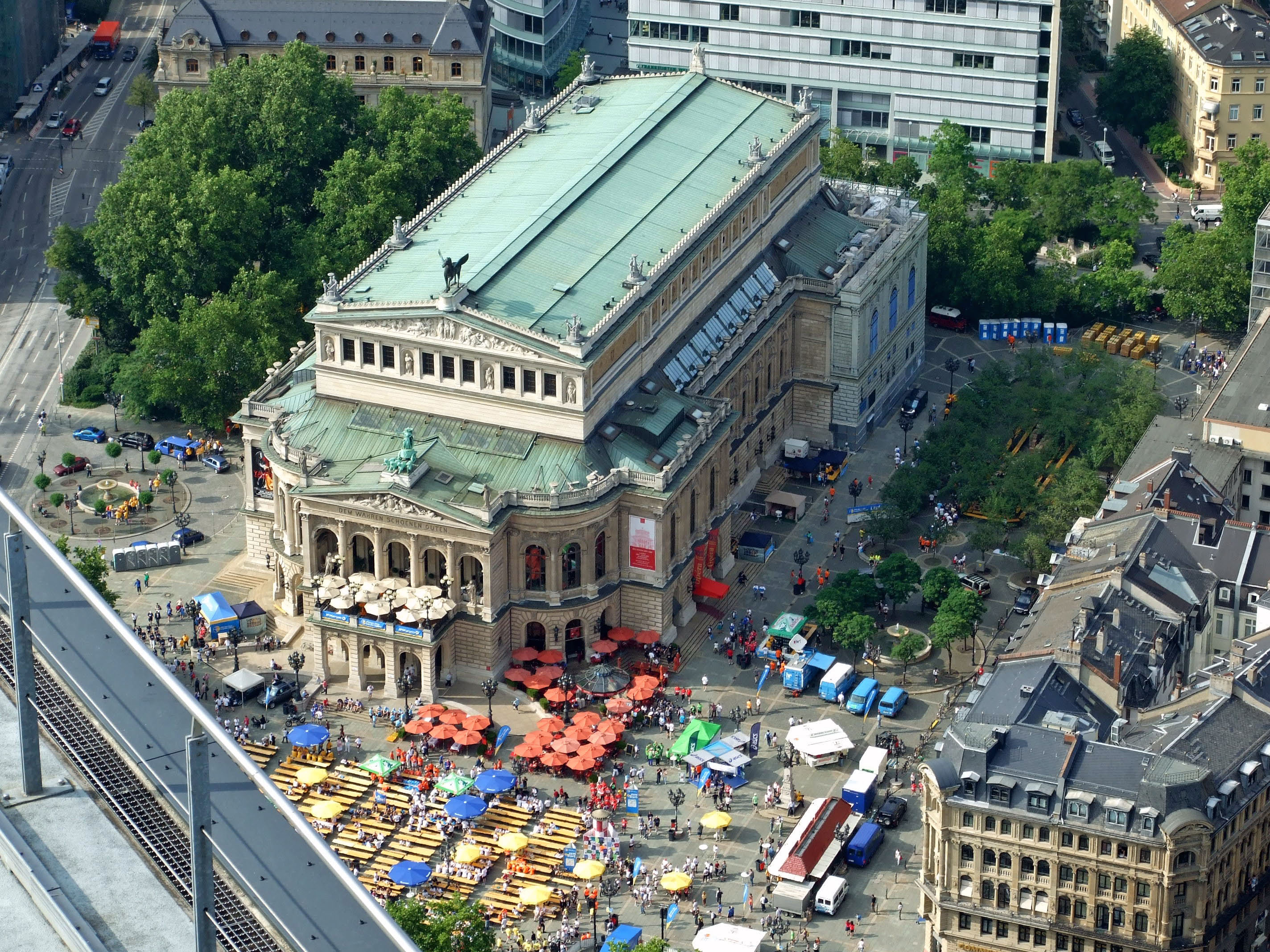
Opernplatz vom Main Tower gesehen

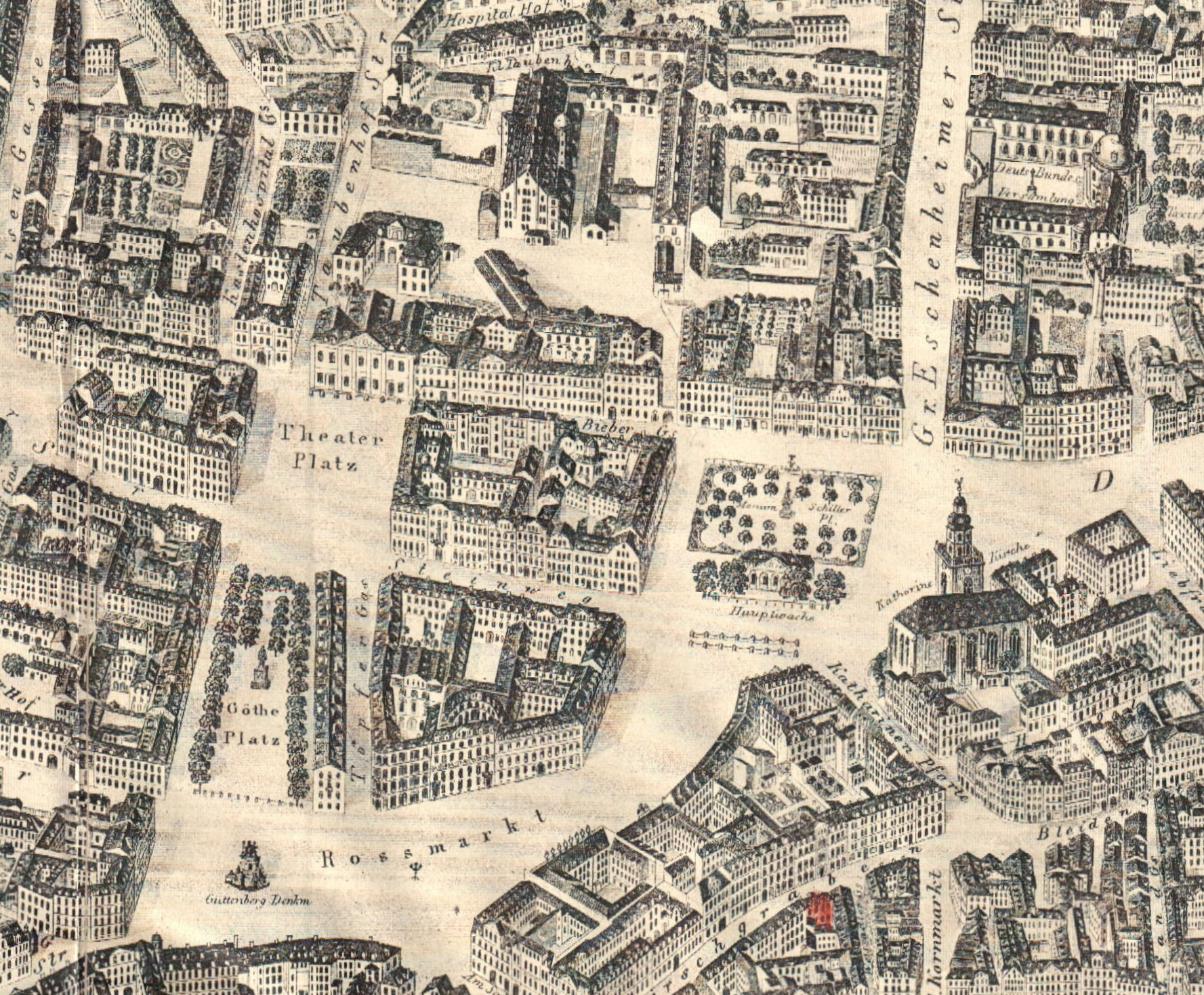
Die vier Plätze im Herzen der Stadtmitte, 1864

### Opernviertel
Die Hauptachse des nordwestlichen Quartiers der Innenstadt ist die vom Rathenauplatz zum Opernplatz verlaufende Große Bockenheimer Straße, aufgrund der vielen gastronomischen Einrichtungen besser bekannt als Freßgass. Die südlich parallel verlaufende Goethestraße ist die teuerste Einkaufsstraße der Stadt. Der in den Wallanlagen liegende Opernplatz gilt als einer der schönsten Stadtplätze Frankfurts. Zwischen Hochstraße und Schillerstraße liegt der Börsenplatz mit dem historischen Gebäude der Frankfurter Wertpapierbörse, wo bis 2011 noch Parketthandel stattfand. Die Börse ist eines der wenigen großen öffentlichen Gebäude Frankfurts, die bei den Luftangriffen im Zweiten Weltkrieg unzerstört blieben.
Die Platzfolge Rathenauplatz-Goetheplatz-Roßmarkt bildet seit dem Mittelalter den größten öffentlichen Platz in Frankfurt. Auf dem Goetheplatz steht das 1844 eingeweihte Goethedenkmal von Ludwig Schwanthaler, auf dem Roßmarkt das Gutenberg-Denkmal.
In der Kleinen Bockenheimer Straße befindet sich mit dem Jazzkeller ein Zentrum der Frankfurter Jazzszene. Der 1998 in einer stillgelegten Fußgängerunterführung eröffnete Techno-Club U60311 am Roßmarkt wurde 2013 auf behördliche Anordnung geschlossen.

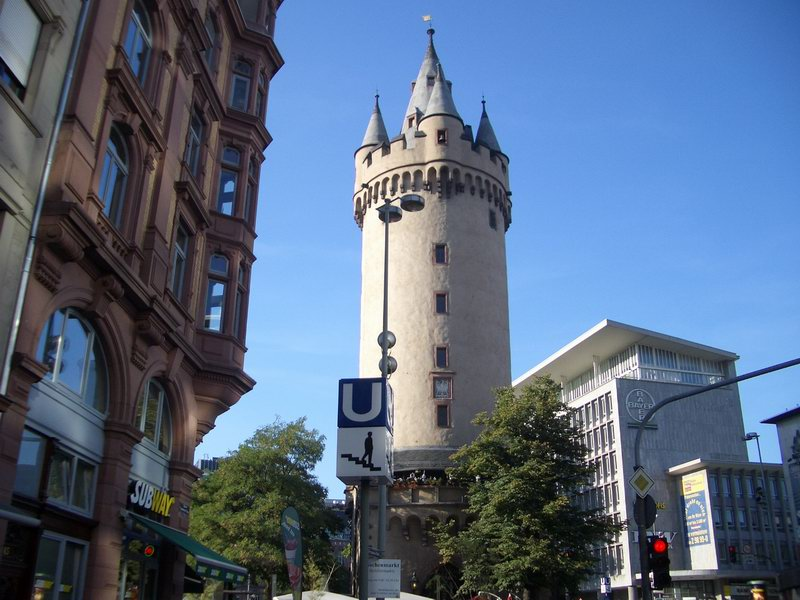
Eschenheimer Turm

### Zeil und Umgebung
Die Fußgängerzone Zeil und ihre beiden Endpunkte Hauptwache und Konstablerwache sind der Mittelpunkt der Frankfurter Einkaufscity. Neben den großen Kaufhäusern befinden sich hier Einkaufszentren wie das UpperZeil (als Ersatz für die Zeilgalerie, die 2016 abgerissen wurde) und das MyZeil. An der Hauptwache beginnen weitere wichtige Straßen, etwa der Roßmarkt, der Steinweg, die Schillerstraße oder die Große Eschenheimer Straße. In letzterer standen das Palais Thurn und Taxis, das 2009 rekonstruiert wurde, sowie wichtige Bauten der Nachkriegszeit wie das Fernmeldehochhaus (Abriss 2005) und das 2006 abgerissene Rundschau-Haus. Der Eschenheimer Turm am Eschenheimer Tor ist das einzige erhaltene Stadttor der spätmittelalterlichen Frankfurter Stadtbefestigung. An der Hauptwache steht die Katharinenkirche, die evangelische Hauptkirche Frankfurts, an der Bleichstraße die Peterskirche mit ihrem erhaltenen Friedhof, der einzigen Grünfläche des Viertels. Der Bereich zwischen Konstablerwache und Alter Gasse ist das Zentrum der schwul-lesbischen Gemeinde Frankfurts. In der Hasengasse befinden sich die städtische Zentralbibliothek und die Kleinmarkthalle Frankfurt.

### Gerichtsviertel
Die nordöstliche Innenstadt wird begrenzt durch die östliche Hälfte der Zeil, die Konrad-Adenauer-Straße und die Friedberger Anlage. Hier befinden sich, im Justizpalast in der Heiligkreuzgasse und zahlreichen weiteren Gebäuden, das Oberlandesgericht, das Landgericht und eine Untersuchungshaftanstalt. In einem 50er-Jahre-Hochhaus an der Seilerstraße befinden sich mehrere Berufsschulen.
In der Heiligkreuzgasse liegt Frankfurts bekanntestes Varieté, der Tigerpalast. Das Odeon im Anlagenring an der Seilerstraße ist ein 1808 für Simon Moritz von Bethmann erbauter klassizistischer Ausstellungspavillon. Hier befindet sich heute eine Diskothek.

### Allerheiligenviertel
Das kleine Viertel liegt zwischen Zeil und Battonnstraße und ist ein ethnisch gemischtes Stadtviertel. Die Breite Gasse bildet, neben dem Bahnhofsviertel, ein zweites Frankfurter Rotlichtquartier. An der Langen Straße befinden sich mehrere städtische Ämter. Die beim Wiederaufbau neu angelegte Kurt-Schumacher-Straße liegt auf dem Gebiet des früheren jüdischen Viertels.
Das Viertel hat seit Jahren ein Problem mit Rauschgiftkriminalität (weichen Drogen) und Dealern.
Manche Anwohner trauen sich nachts nicht mehr auf die Straße. Die Polizei möchte das Thema mit einem umfassenden Konzept, das unter anderem Überwachungskameras einschließt, in den Griff bekommen. Die Installation von Überwachungskameras ist Gegenstand intensiver politischer Diskussionen.

### Fischerfeldviertel
Das südöstliche Viertel der heutigen Innenstadt lag ursprünglich vor den Toren der Stadt, südlich des so genannten Judenecks. Es wurde wegen seines sumpfigen Geländes zunächst nicht in die Stadtbefestigung integriert und war sowohl westlich als auch nördlich von dem der Stadtmauer vorgelagerten Wassergraben begrenzt, dessen Relikt der Rechneigrabenweiher bildet. Ab 1793 wurde das als Neue Anlage bezeichnete Areal sukzessive trockengelegt und bebaut.
Seinen Namen verdankt das Viertel den Fischern, die hier im späten Mittelalter außerhalb der schützenden Stadtmauern mit ihren Booten anlandeten, um diese zu warten, ihren Fang umzuladen und ihre Netze zu flicken.
Im Fischerfeldviertel befinden sich heute die zentralen Einrichtungen der Frankfurter Arbeitsagentur, das Diakonische Werk, das Evangelische Hospital für palliative Medizin (Hospiz), das Freie Theaterhaus, Radio X-mix, die regionale SPD-Parteigeschäftsstelle, das Hospital zum Heiligen Geist und das Literaturhaus Frankfurt.

Das Fischerfeldviertel zwischen Battonnstraße und Main, vom Domturm gesehen, Oktober 2010

## Geschichte

### Die Besiedlung der Neustadt

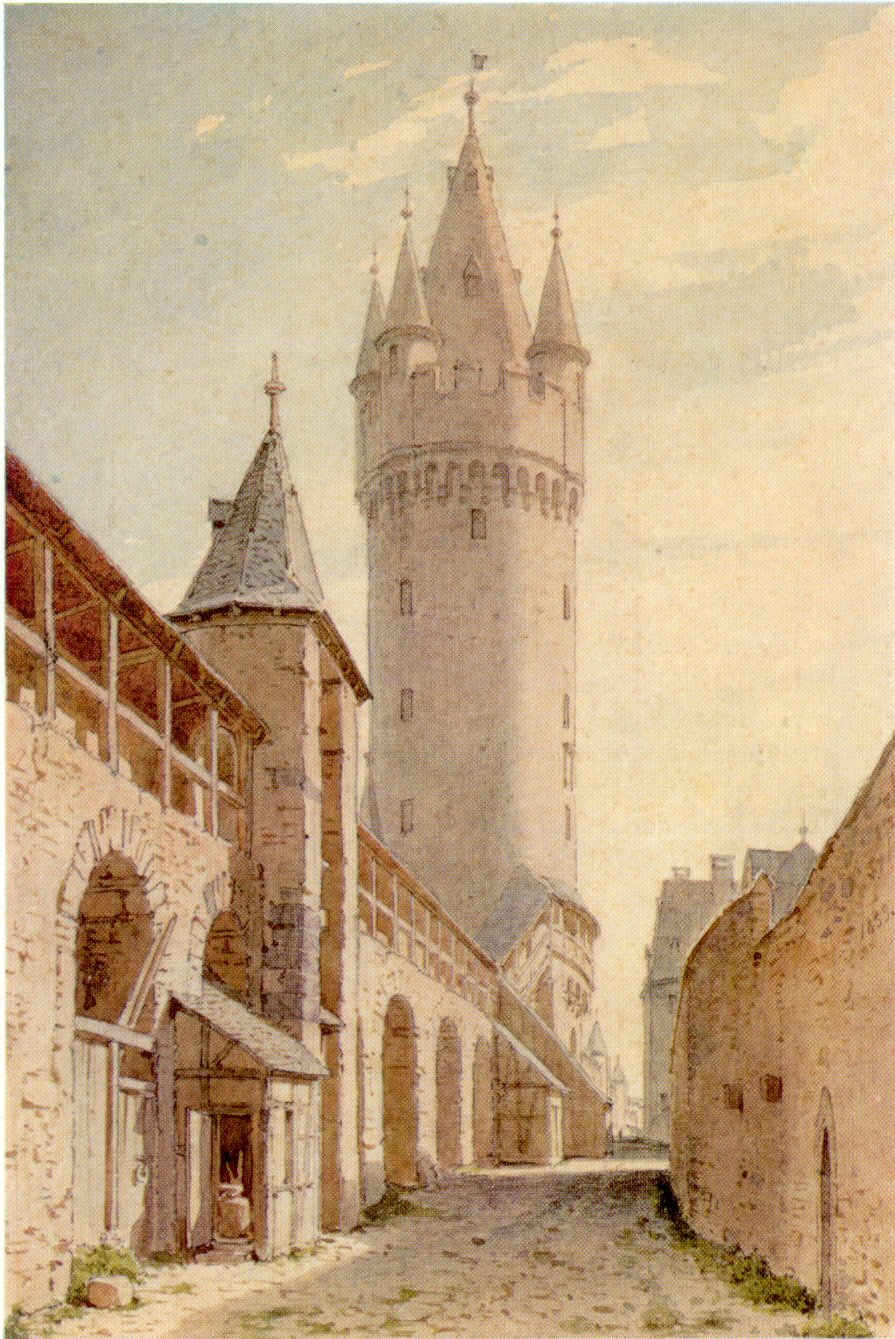
Der Eschenheimer Turm

Bis ins 14. Jahrhundert lag das Gebiet der heutigen Innenstadt außerhalb der Stadtmauern. Trotz der ungeschützten Lage wurde hier jedoch bereits gebaut. So entstand nördlich der ummauerten Stadt an einer als Viehmarkt genutzten Fläche eine Häuserzeile, die der aus diesem Markt entstandenen Straße den Namen verlieh: Zeil. Östlich und westlich davon, an der Bockenheimer und der Bornheimer Pforte, verliefen Landstraßen von den Stadttoren in die Umgebung, an denen bereits Häuser und Gärten entstanden.
Die Gründung der Neustadt fällt in das Jahr 1333, als Kaiser Ludwig der Bayer der Freien Reichsstadt die Erweiterung ihrer Fläche auf das Dreifache genehmigte. Die Stadt errichtete in der Folge neue Befestigungsanlagen mit fünf landseitigen Stadttoren: dem Gallustor (auch Mainzer oder Galgentor) am heutigen Willy-Brandt-Platz, dem Bockenheimer Tor am heutigen Opernplatz, dem Eschenheimer Tor, dem Friedberger Tor und dem Allerheiligentor. Im Laufe der folgenden Jahre füllte sich das neue Stadtgebiet mit Straßen und Gebäuden, wobei vor allem reiche Tuchhändler die Gelegenheit nutzten, sich außerhalb der Enge der Altstadt repräsentative Domizile zu errichten. 1428 wurde der Eschenheimer Turm, das prächtigste Stadttor der neuen Befestigung, fertiggestellt.
Die ersten Kirchen der Neustadt waren zwei kleine Kapellen in der Nähe der Bockenheimer Pforte: die Heiligkreuzkapelle eines Armenspitals 1346 sowie die benachbarte Klosterkapelle der Heiligen Katharina und Barbara 1354. Aus letzterer ging im 17. Jahrhundert die große Katharinenkirche hervor. Im Norden der Neustadt entstand ab 1381 die Peterskirche, die seit 1453 die Pfarrkirche der Neustadt war. 1452 wurde dort außerdem ein Friedhof eingerichtet, der nach der Schließung des Domkirchhofs 1508 der einzige rechtsmainische Friedhof der Stadt war. Bis zur Eröffnung des heutigen Hauptfriedhofs 1828 blieb der mehrfach erweiterte Peterskirchhof der wichtigste Friedhof der Stadt. 1453 entstand eine weitere Kirche in der Neustadt, die Maternkapelle am Roßmarkt.
Im 15. Jahrhundert gab es in der Neustadt noch zahlreiche unbebaute Flächen und viele Gärten. Die Altstadt war zu dieser Zeit noch der bevorzugte Stadtteil, in der Neustadt siedelten sich vor allem die vom Land in die wachsende Stadt strömenden Zuwanderer an. Im 16. Jahrhundert wurde der alte Stadtgraben zwischen Alt- und Neustadt zugeschüttet, als letzter der Hirschgraben 1584.

### Bürgerliche Prachtbauten

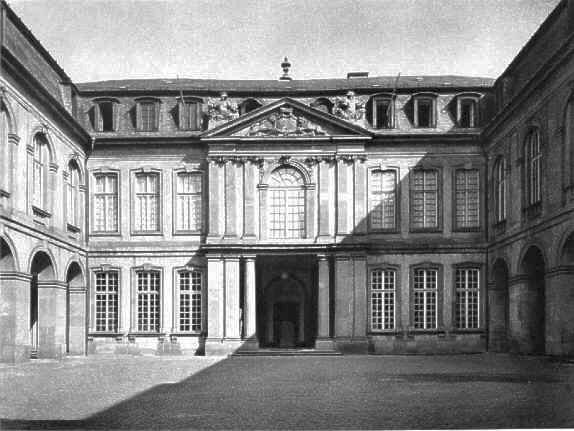
Palais Thurn und Taxis

In der folgenden Zeit verschoben sich allmählich die Gewichte zwischen Alt- und Neustadt, neue Stadthäuser reicher Bürger entstanden nun vor allem in der Neustadt. Sie dienten während der in Frankfurt stattfindenden Kaiserkrönungen häufig als Quartiere der kurfürstlichen Delegationen. Das bekannteste Stadtpalais war 1737 das Palais Thurn und Taxis in der Großen Eschenheimer Straße. Wenige Jahre zuvor, 1730, entstand das bis heute erhaltene Hauptwachengebäude im Herzen der Neustadt. Besonders auf der Zeil entstanden im 18. Jahrhundert repräsentative Bürgerhäuser und Palais, das Palais Barckhausen war ab 1742 sogar für drei Jahre kaiserliche Residenz, da der Wittelsbacher Karl VII. wegen des Kriegs mit Österreich seine Münchner Residenz nicht beziehen kann.
Auch im Klassizismus herrschte in der Neustadt rege Bautätigkeit, das bekannteste Bürgerhaus jener Epoche ist das Goethe-Haus im Großen Hirschgraben. 1755 entstand am Roßmarkt ein städtischer Marstall. 1782 eröffnete am heutigen Rathenauplatz (damals Theaterplatz) das Komödienhaus, der erste feste Theaterbau Frankfurts. 1792 begann nach Plänen von Stadtbaumeister Johann Georg Christian Hess die Bebauung des Fischerfelds im Südosten der Neustadt. Der bedeutendste der dort entstehenden Bauten war die von Heß entworfene, 1825 eröffnete Stadtbibliothek am Mainufer.
1804, während der von ständigen Besetzungen durch die Franzosen begleiteten Koalitionskriege, beschloss der Rat den Abriss der Stadtbefestigung. Im Laufe der folgenden Jahre entstanden an ihrer Stelle die bis heute erhaltenen Wallanlagen. Durch den 1807 erlassenen Wallservitut werden die Anlagen vor Bebauung geschützt.
1833 wurde die Neustadt Schauplatz revolutionärer Ereignisse: der Frankfurter Wachensturm auf Haupt- und Konstablerwache. Die Frankfurter Nationalversammlung tagte 1848/49 in der Paulskirche in der Altstadt, dem damals größten und modernsten Saal der Stadt, die verschiedenen Fraktionen treffen sich jedoch überwiegend in Quartieren und Cafés der Neustadt.
1844 wurde das Goethedenkmal auf dem Roßmarkt errichtet, das von 1952 bis 2009 in der Gallusanlage stand und seit 2009 den neu gestalteten Goetheplatz ziert. 1858 folgte ein Denkmal für Johannes Gutenberg, ebenfalls auf dem Roßmarkt, 1864 eines für Friedrich Schiller, das zunächst an der Hauptwache stand, ab 1878 auf dem Goetheplatz und seit 1955 in der Taunusanlage. Erst spät (1908) kann sich die Stadt zum Bau eines Bismarck-Denkmals entscheiden: es wurde in der Gallusanlage aufgestellt und 1940 eingeschmolzen. 1859 errichteten Frankfurter Bürger den Saalbau in der Junghofstraße als Fest- und Konzerthalle. 1860 wurde in der Börnestraße die neue Hauptsynagoge eingeweiht, 1882 folgte eine weitere am Börneplatz.

### Die Neustadt als modernes Großstadtzentrum

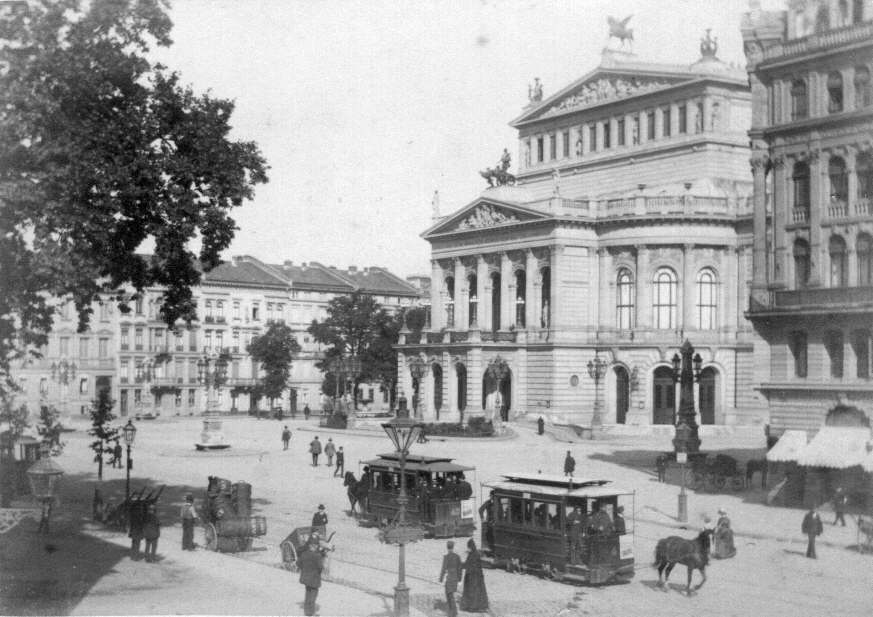
Das Opernhaus

Nach der Annexion durch Preußen als Folge des Deutschen Krieges 1866 entwickelte sich Frankfurt schnell zu einer modernen gründerzeitlichen Großstadt. Das bisher recht weitmaschige Straßennetz der Neustadt wurde durch Straßendurchbrüche verdichtet, breite Prachtstraßen wurden angelegt. Ab 1870 entstanden so – nach Pariser Vorbild – die Kaiserstraße und der Kaiserplatz als Verbindung zwischen der Hauptwache und den Westbahnhöfen, 1876 eröffnete am Kaiserplatz das Hotel Frankfurter Hof, fortan das „Erste Haus am Platz“. Durch weitere Durchbrüche entstehen unter anderem die Neue Zeil, die Schillerstraße und die Goethestraße. 1874 wurde die in Verlängerung der Neuen Mainzer Straße errichtete Untermainbrücke fertiggestellt, 1878 folgte die Obermainbrücke im Zuge der Langen Straße. 1879 eröffnete der Neubau der Neuen Börse nahe der Hauptwache. 1880 wurde das durch Spenden Frankfurter Bürger errichtete Opernhaus eingeweiht. 1889 eröffnete der neue Justizpalast in der Heiligkreuzgasse, 1902 das Schauspielhaus in der Untermainanlage.
Die rasanten Wachstumsprozesse führten in der Neustadt zur Citybildung, aus den bisherigen Wohnquartieren entwickelte sich ein großstädtisches Handels- und Geschäftszentrum, die bisherigen Bewohner wurden in die entstehenden Vorstädte abgedrängt. Seit 1872 verkehrte die Pferdebahn der Frankfurter Trambahn-Gesellschaft durch die Neustadt, die nun das eindeutige Stadtzentrum darstellte und damit der von der städtischen Entwicklung weitgehend abgekoppelten Altstadt vollständig den Rang abgelaufen hat. Der Straßenbahn-Betrieb wurde 1897 von der städtischen Straßenbahn Frankfurt am Main übernommen und ab 1899 auf elektrischen Betrieb umgestellt, wodurch die Stadt über ein modernes und leistungsfähiges Verkehrsmittel verfügte. Der zentrale Verkehrsknoten der Straßenbahn lag an der Hauptwache, zahlreiche Linien fuhren über die Zeil, die sich zur Straße der großen Warenhäuser entwickelte.
In den Jahren nach dem Ersten Weltkrieg verlagerte sich der Schwerpunkt der städtebaulichen Entwicklung mehr in die äußeren Stadtteile. Die gründerzeitliche Innenstadt fiel im Zweiten Weltkrieg, ebenso wie die gotische Altstadt, 1943/44 zahlreichen alliierten Luftangriffen zum Opfer.
Der Wiederaufbau berücksichtigte vor allem die Bedürfnisse des städtischen Verkehrs und die damaligen Annahmen moderner Stadtplanung. So wurden völlig neue Verkehrsachsen, etwa die Konrad-Adenauer-Straße, durch das Trümmerfeld gelegt, andere Straßen, wie die Zeil, wurden erheblich verbreitert neu errichtet. Die Wiederbebauung der Innenstadt zog sich bis in die späten 1960er Jahre. Der U-Bahn-Bau veränderte ab 1963 das erneut das Stadtbild der Innenstadt, nach langen Großbaumaßnahmen entstanden die großen unterirdischen Schnellbahnhöfe an der Hauptwache und der Konstablerwache. Auf der Zeil und der Freßgass wurden Fußgängerzonen eingerichtet, die meisten Straßenbahnlinien bis 1986 stillgelegt. In der westlichen Innenstadt bildete sich ein Bankenviertel nach dem Vorbild amerikanischer Central Business Districts. Hier entstanden seit den frühen 70er Jahren zahlreiche Hochhäuser, unter denen das BfG-Hochhaus am Willy-Brandt-Platz und der Commerzbank Tower am Kaiserplatz zu den bekanntesten gehören.